# Dorothy Short
Dorothy Short (auch Dorothy Fronabarger oder Dorothy Barclay; * 29. Juni 1914 in Philadelphia, Pennsylvania; † 4. Juni 1963 in Los Angeles) war eine US-amerikanische Schauspielerin.

## Laufbahn

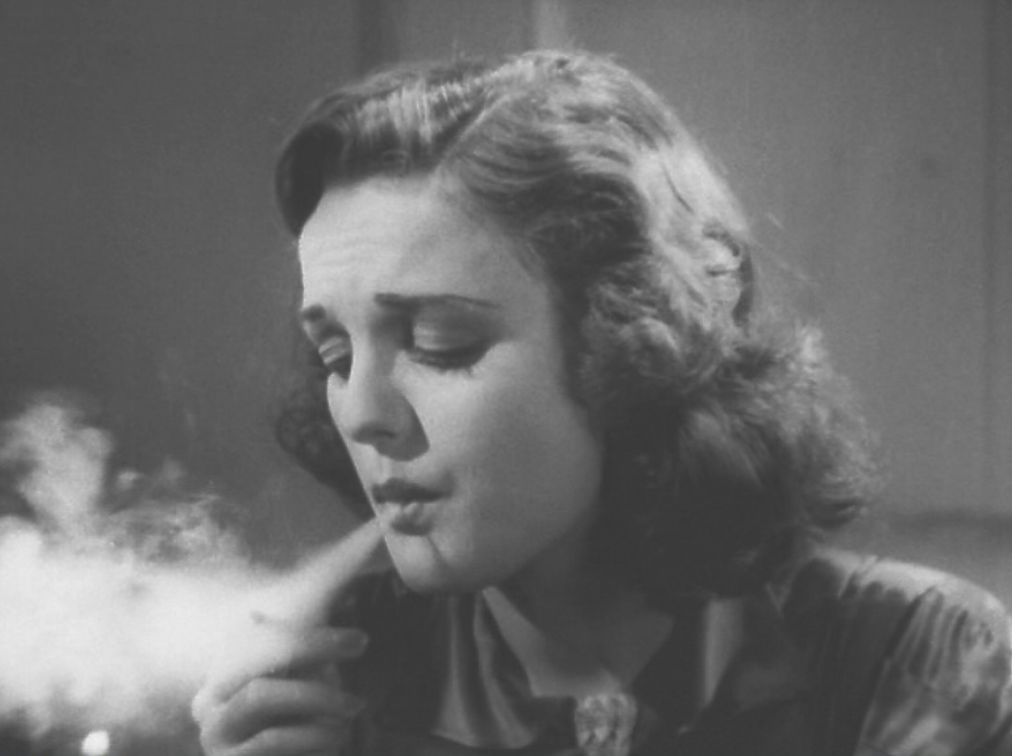
Dorothy Short in Reefer Madness (1936)

Short, deren Geburtsjahr zum Teil auch mit 1915 angegeben wird, zog 1934 nach Hollywood. Im selben Jahr gab sie ihr Debüt mit einer ungelisteten Rolle in der Komödie Hollywood Party  mit Stan Laurel und Oliver Hardy. 1935 folgte mit Call of the Savage ihre erste Erwähnung in den Credits und zugleich das erste Engagement als Hauptdarstellerin.
In den späten 1930er Jahren fand Short zu ihren typischen Genres, zum einen dem Kurzfilm, angefangen mit der Serie The Mysterious Pilot (1937), und zum anderen dem Western. Ihren ersten Auftritt in dieser Sparte gab die dunkelhaarige Mimin in Brothers of the West (1937) unter der Regie von Sam Katzman. Außerdem wurde sie in dieser Zeit für drei Aufklärungsfilme verpflichtet. In Damaged Goods (1937) sollte vor sexuell übertragbaren Erkrankungen gewarnt werden, Reefer Madness (bzw. Tell Your Children, 1936) und Assassin of Youth (1937) stellten die möglichen Gefahren von Cannabiskonsum dar. Bis 1942 spielte Short in mehreren B-Western, war danach aber nur noch in Filmclips unter der Leitung von Pete Smith zu sehen. 1953 beendete sie ihre Karriere.
Short war in den 1970ern, einige Jahre nach ihrem Tod, nochmals im Kino zu sehen, nachdem Reefer Madness zum Midnight Movie avancierte.

## Privates
Short heiratete am 26. April 1936 in Santa Barbara den Schauspieler Dave O’Brien, mit dem sie auch mehrmals vor der Kamera stand. Beide lebten in Los Angeles, 1942 und 1945 wurden ihre Töchter Patricia und Pamela geboren. 1953 ließ sich Short von ihrem Ehemann scheiden, da er sich zur sehr seinem Hobby, dem Segeln, widmete.
Sie starb im Juni 1963 in ihrer Wahlheimat Los Angeles an Krebs und wurde auf dem Inglewood Park Cemetery beigesetzt.

## Filmografie (Auswahl)
- 1934: Hollywood Party
- 1936: Reefer Madness
- 1937: Assassin of Youth
- 1938: Im Herzen von Arizona (In the Heart of Arizona)
- 1940: Der geheimnisvolle Reiter (Phantom Rancher)
- 1940: Cowboys – Der Kampf um die Goldmine (Frontier Crusader)
- 1941: Aloma, die Tochter der Südsee (Aloma of the South Seas)
- 1941: Fuzzys großer Trick (The Lone Rider Fights Back)